# Nectopsyche gemma
Nectopsyche gemma är en nattsländeart som först beskrevs av Mueller 1880.  Nectopsyche gemma ingår i släktet Nectopsyche och familjen långhornssländor. Inga underarter finns listade i Catalogue of Life.